# Jesús Miguel Rollán
Jesús Miguel Rollán Prada (ur. 4 kwietnia 1968 w Madrycie, zm. 11 marca 2006 w La Garriga) – hiszpański piłkarz wodny, bramkarz. Dwukrotny medalista olimpijski.

## Kariera sportowa
Mierzący 186 cm wzrostu zawodnik w 1992 w Barcelonie wspólnie z kolegami zajął drugie miejsce. Cztery lata później znalazł się wśród mistrzów olimpijskich. Brał także udział w IO 88, IO 2000 i IO 2004 (pięć startów). Był medalistą mistrzostw Europy i świata (złoto w 1998 i 2001).